# Dale Hunter
Pour les articles homonymes, voir Hunter.
Dale Robert Hunter (né le 31 juillet 1960 à Petrolia en Ontario au Canada) est un joueur de hockey sur glace professionnel devenu entraîneur. Il évolua dans la LNH avec les Nordiques de Québec les Capitals de Washington et l'Avalanche du Colorado.

## Carrière de joueur
Hunter fut choisi par les Nordiques au cours du repêchage d'entrée dans la LNH 1979 au 2d tour (41e au total). Il joua pendant 7 saisons à Québec. Athlète fougueux et déterminé, il devient un rouage important chez les Nordiques notamment dans les luttes rivales avec les Canadiens de Montréal, faisant souvent perdre la contenance à ses adversaires. Il fut d'ailleurs surnommé "la petite peste" et il était le joueur le plus haï chez les partisans de la Sainte-Flanelle. Lors de la première confrontation éliminatoire entre les deux équipes en 1982, au terme d'une série 3 de 5, il marque d'ailleurs le but vainqueur en prolongation le 13 avril lors de l'ultime rencontre tenue au Forum de Montréal. Hunter devient le centre régulier de l'ailier gauche Michel Goulet qui fut intronisé au Temple de la Renommée. Hunter récidive en 1985 en marquant le but vainqueur de la prolongation du 3e match contre Montréal et brille dans le 5e match au Forum remporté 5 à 1, avec une performance de 1 but et 2 passes. Les Nordiques remportent cette série 4 parties à 3 et accèdent à la finale d'association pour la 2e fois de leur histoire. Le 25 novembre 1986 dans un match au Colisée contre le Canadien de Montréal, lors d'une bataille pour le disque le long de la rampe, le patin de Hunter reste coincé dans une fissure de la glace et en tombant il se tord la jambe. Il ratera 34 rencontres, lui qui précédemment n'avait manqué que 3 parties dans toute sa carrière. Il est de retour à temps pour les éliminatoires mais connait des séries assez moyennes. Maurice Filion décide de l'échanger aux Capitals de Washington en compagnie de Clint Malarchuck.

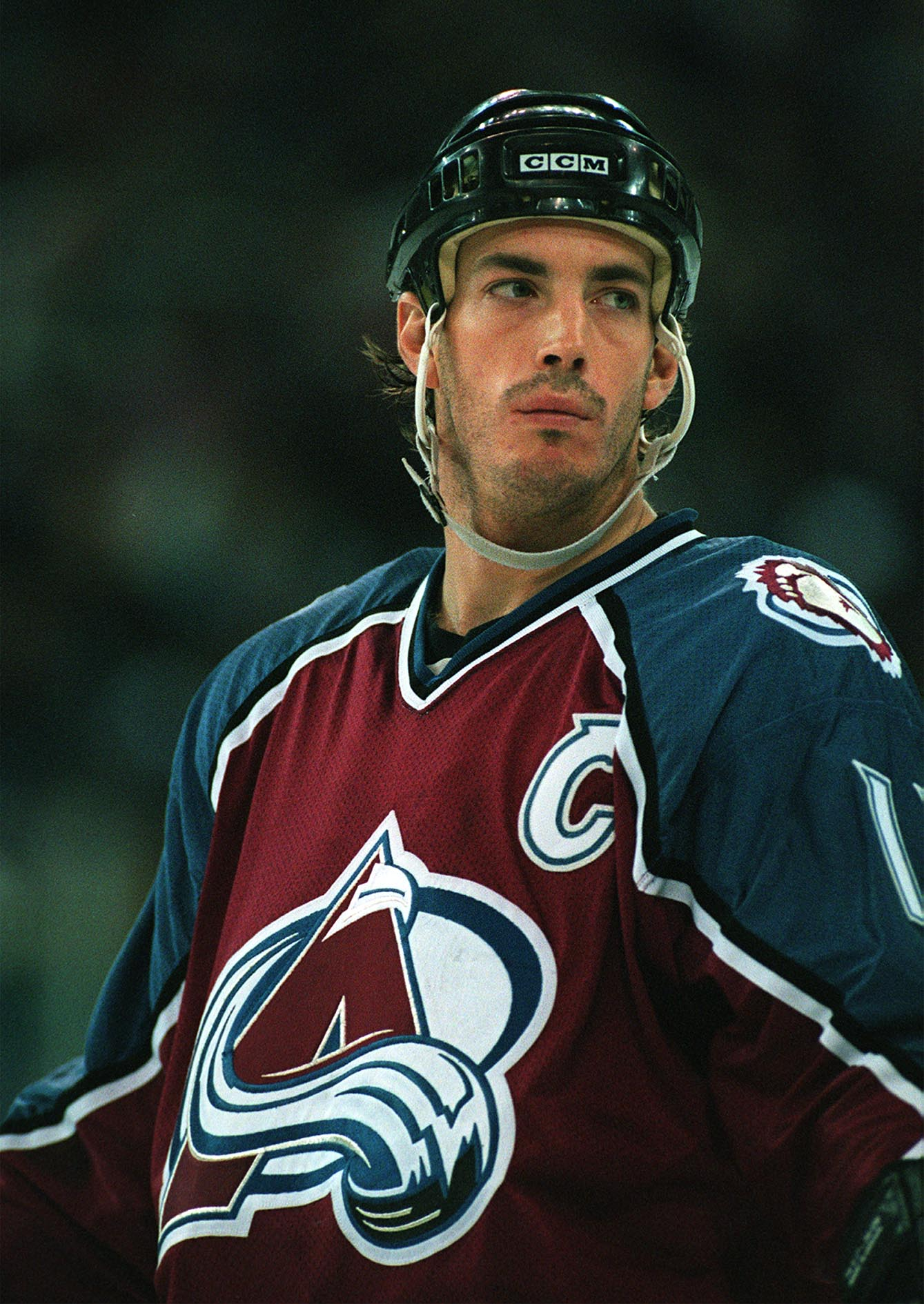
Dale Hunter fut échangé aux Capitals de Washington en échange d'un choix au repêchage qui sera Joe Sakic

Hunter s'avéra un excellent capitaine pour les Capitals (qui donnèrent aux Nordiques, pour pouvoir obtenir ses services, le choix de repêchage qui leur permit de mettre la main sur Joe Sakic). Il brille lors de ses premières séries avec Washington au printemps 1988 marquant un autre but important qui élimine cette fois les Flyers de Philadelphie au terme de la 7e rencontre en prolongation, sur une échappée contre Ron Hextall. Il devient le premier joueur de l'histoire à marquer à deux reprises des buts vainqueurs en prolongation mettant un terme à une série éliminatoire. Il obtint son 1000e point dans la LNH à son 1308e match, établissant un record pour le plus grand nombre de matches requis par un joueur pour atteindre le plateau des 1000 points, un record qu'il détient toujours. Il joua au Match des étoiles de 1997. La saison suivante, il mena les Caps à leur première apparition en finale de la Coupe Stanley après avoir éliminé l'équipe favorite, les Bruins de Boston, de même que les Sénateurs d'Ottawa et les Sabres de Buffalo, avant de perdre en finale contre les Red Wings de Détroit. Il terminera sa carrière avec l'Avalanche du Colorado (les anciens Nordiques) en 98-99.
Hunter était craint et respecté de ses pairs; il était cependant aussi connu pour donner des coups bas de temps en temps. Il détient l'une des plus longues suspensions de l'histoire de la ligue, 21 matches, une suspension qu'il s'est mérité après avoir frappé Pierre Turgeon par derrière au cours du Match #6 décisif entre les Capitals et les Islanders de New York en 1993, après que Turgeon eut marqué et que le jeu fut arrêté. Au cours de sa carrière, il purgea 3565 minutes de punition, le deuxième plus haut total de l'histoire de la ligue. Il détient aussi le record peu enviable du plus grand nombre de matches de séries disputés pour une équipe non-championne de la Coupe Stanley, avec 186 matches.
Le numéro 32 de Hunter fut retiré par les Capitals le 11 mars 2000. Il est actuellement copropriétaire, président et entraîneur-chef des Knights de London de la Ligue de hockey de l'Ontario, qui remporta la Coupe Memorial sous sa tutelle en 2005.
Ses deux frères, Mark Hunter et Dave Hunter, jouèrent aussi dans la LNH. Son fils, Dylan Hunter, évolue présentement avec les Americans de Rochester dans la Ligue américaine de hockey.

## Après la LNH
Le numéro de Hunter (# 32) a été retiré par les Capitals le 11 mars 2000. Au cours de la cérémonie, les Capitals ont présenté à Hunter l'un des bancs de pénalité du Capital Center (l'ancien aréna des Capitals), symbolique de sa quantité exceptionnelle de temps purgé pour les pénalités.
En 2000, Hunter et son frère Mark, également ancien joueur de la LNH, ont fait équipe avec l'ancien coéquipier de Dale des Nordiques, Basil McRae, pour acheter les Knights de London de la Ligue de hockey de l'Ontario. Dale est devenu président de l'équipe et entraîneur-chef. Il a mené les Knights à la Coupe Memorial 2005 et 2016. Le 1er janvier 2006, les frères Hunter ont été nommés sur la liste des honneurs du nouvel an du maire 2006 pour les sports par la ville de London, en Ontario. Le frère aîné de Hunter, Dave Hunter, est également un ancien joueur de la LNH. Son fils Dylan Hunter est entraîneur adjoint des Knights et son autre fils Tucker a également joué pour les London Knights avant de poursuivre ses études à l'Université de Western Ontario.
Le 28 novembre 2011, Hunter a démissionné de son poste d'entraîneur-chef des Knights pour prendre le même poste avec les Capitals de Washington, succédant à Bruce Boudreau. Son frère Mark a ensuite pris la relève comme entraîneur des Knights. Le système axé sur la défense de Hunter a provoqué un conflit avec la star Alexander Ovechkin, mais il a aidé les Capitals en difficulté à se qualifier pour les séries éliminatoires, où ils ont bouleversé les champions en titre de la Coupe Stanley, les Bruins de Boston au premier tour avant d'être éliminés par les Rangers de New York, les deux séries éliminatoires allant à sept. Jeux. Le 14 mai 2012, Hunter a annoncé qu'il ne reviendrait pas entraîner les Capitals lors de la saison 2012-2013, choisissant plutôt de retourner chez les Knights de London.
Le 14 mai 2019, Hockey Canada a nommé Hunter à titre d’entraîneur-chef de l’équipe nationale junior du Canada au Championnat mondial junior 2020 de l’IIHF. Hunter a guidé l'équipe vers la médaille d'or avec une victoire spectaculaire contre la Russie lors du dernier match.

## Honneurs et controverses
À la fin du sixième match décisif des demi-finales de la division Patrick en 1993 entre les Capitals et les Islanders de New York, Pierre Turgeon a volé la rondelle à Hunter et a marqué, mettant le match hors de portée. Hunter, qui suivait Turgeon sur le jeu, a frappé Turgeon par derrière bien après le but alors qu'il commençait à célébrer. Turgeon a souffert d'une épaule séparée du coup, lui faisant rater tout sauf le match 7 contre les Penguins de Pittsburgh au deuxième tour, ainsi que la majeure partie de la série contre les Canadiens de Montréal en finale de conférence. Le nouveau commissaire de la LNH, Gary Bettman, qui avait promis auparavant de réprimer la violence, a suspendu Hunter pour les 21 premiers matchs de la saison 1993-1994 - à l'époque, la plus longue suspension de l'histoire de la ligue pour un incident sur glace (en termes de jeux manqués). Des années plus tard, Hunter a admis qu'il était allé trop loin. 
Avec un total stupéfiant de 3565 minutes de pénalité, Hunter a actuellement le deuxième plus grand nombre de minutes de pénalité dans l'histoire de la LNH, après Dave "Tiger" Williams (bien que Hunter ait joué 1 407 matchs contre 962 de Williams). Il détient également le record de la LNH pour la plupart des minutes de pénalité en séries éliminatoires, à 731. Les Capitals ont retiré son chandail no 32. Hunter est le seul joueur de la LNH à avoir marqué plus de 1 000 points et accumulé plus de 3 000 minutes de pénalité (1 020 points et 3 565 PIM en 1 407 matchs dans la LNH).
Il a marqué en prolongation pour le Québec dans le cinquième match de leur série d'ouverture de la ronde d'ouverture de 1982 contre les Canadiens de Montréal, et en 1988 contre Ron Hextall lors d'une échappée en prolongation pour Washington lors du septième match de leur meilleur de la ronde d'ouverture. -7 série contre les Flyers de Philadelphie, faisant de Hunter le premier joueur de l'histoire de la LNH à marquer deux buts en prolongation en séries éliminatoires. 
En juillet 2006, Hunter a été arrêté et accusé de DUI. Les accusations ont été abandonnées lorsque le juge président a statué que ses droits en vertu de la Charte canadienne des droits et libertés avaient été violés pour détention illégale et pour avoir été privé de son droit à son avocat. 
En septembre 2005, Hunter a été suspendu par la Ligue de hockey de l'Ontario pendant quatre matchs après qu'un joueur ait quitté le banc pour entamer une bagarre dans un match hors concours. 
Le 20 janvier 2006, Hunter a été suspendu pour deux matchs et son équipe a été condamnée à une amende de 5 000 $ pour avoir abusé des officiels hors glace par Hunter. 
En mai 2006, Hunter a été condamné à une amende de 5 000 $ par la OHL pour avoir critiqué les officiels après que les Knights aient été éliminés des séries éliminatoires en quatre matchs consécutifs. 
En septembre 2006, Hunter a été suspendu par l'OHL pendant deux matchs après que l'attaquant Matt Davis a quitté le banc pour se battre pendant un match; Les règles de la OHL disent qu'il y a une suspension automatique pour le joueur et l'entraîneur si un joueur quitte le banc pour s'impliquer dans une altercation.

## Statistiques
| Saison     | Équipe                 | Ligue      |       | Saison régulière | Saison régulière | Saison régulière | Saison régulière | Saison régulière |    | Séries éliminatoires | Séries éliminatoires | Séries éliminatoires | Séries éliminatoires | Séries éliminatoires |
| Saison     | Équipe                 | Ligue      | PJ    | B                | A                | Pts              | Pun              | PJ               | B  | A                    | Pts                  | Pun                  |                      |                      |
| 1977-1978  | Rangers de Kitchener   | OHA        | 68    | 22               | 42               | 64               | 115              |                  |    |                      |                      |                      |                      |                      |
| 1978-1979  | Wolves de Sudbury      | OHA        | 59    | 42               | 68               | 110              | 188              |                  |    |                      |                      |                      |                      |                      |
| 1979-1980  | Wolves de Sudbury      | OHA        | 61    | 34               | 51               | 85               | 189              |                  |    |                      |                      |                      |                      |                      |
| 1980-1981  | Nordiques de Québec    | LNH        | 80    | 19               | 44               | 63               | 226              | 5                | 4  | 2                    | 6                    | 34                   |                      |                      |
| 1981-1982  | Nordiques de Québec    | LNH        | 80    | 22               | 50               | 72               | 272              | 16               | 3  | 7                    | 10                   | 52                   |                      |                      |
| 1982-1983  | Nordiques de Québec    | LNH        | 80    | 17               | 46               | 63               | 206              | 4                | 2  | 1                    | 3                    | 24                   |                      |                      |
| 1983-1984  | Nordiques de Québec    | LNH        | 77    | 24               | 55               | 79               | 232              | 9                | 2  | 3                    | 5                    | 41                   |                      |                      |
| 1984-1985  | Nordiques de Québec    | LNH        | 80    | 20               | 52               | 72               | 209              | 17               | 4  | 6                    | 10                   | 97                   |                      |                      |
| 1985-1986  | Nordiques de Québec    | LNH        | 80    | 28               | 42               | 70               | 265              | 3                | 0  | 0                    | 0                    | 15                   |                      |                      |
| 1986-1987  | Nordiques de Québec    | LNH        | 46    | 10               | 29               | 39               | 135              | 13               | 1  | 7                    | 8                    | 56                   |                      |                      |
| 1987-1988  | Capitals de Washington | LNH        | 79    | 22               | 37               | 59               | 240              | 14               | 7  | 5                    | 12                   | 98                   |                      |                      |
| 1988-1989  | Capitals de Washington | LNH        | 80    | 20               | 37               | 57               | 219              | 6                | 0  | 4                    | 4                    | 27                   |                      |                      |
| 1989-1990  | Capitals de Washington | LNH        | 80    | 23               | 39               | 62               | 233              | 15               | 4  | 8                    | 12                   | 61                   |                      |                      |
| 1990-1991  | Capitals de Washington | LNH        | 76    | 16               | 30               | 46               | 234              | 11               | 1  | 9                    | 10                   | 41                   |                      |                      |
| 1991-1992  | Capitals de Washington | LNH        | 80    | 28               | 50               | 78               | 205              | 7                | 1  | 4                    | 5                    | 16                   |                      |                      |
| 1992-1993  | Capitals de Washington | LNH        | 84    | 20               | 59               | 79               | 198              | 6                | 7  | 1                    | 8                    | 35                   |                      |                      |
| 1993-1994  | Capitals de Washington | LNH        | 52    | 9                | 29               | 38               | 131              | 7                | 0  | 3                    | 3                    | 14                   |                      |                      |
| 1994-1995  | Capitals de Washington | LNH        | 45    | 8                | 15               | 23               | 101              | 7                | 4  | 4                    | 8                    | 24                   |                      |                      |
| 1995-1996  | Capitals de Washington | LNH        | 82    | 13               | 24               | 37               | 112              | 6                | 1  | 5                    | 6                    | 24                   |                      |                      |
| 1996-1997  | Capitals de Washington | LNH        | 82    | 14               | 32               | 46               | 125              | --               | -- | --                   | --                   | --                   |                      |                      |
| 1997-1998  | Capitals de Washington | LNH        | 82    | 8                | 18               | 26               | 103              | 21               | 0  | 4                    | 4                    | 30                   |                      |                      |
| 1998-1999  | Capitals de Washington | LNH        | 50    | 0                | 5                | 5                | 102              | --               | -- | --                   | --                   | --                   |                      |                      |
| 1998-1999  | Avalanche du Colorado  | LNH        | 12    | 2                | 4                | 6                | 17               | 19               | 1  | 3                    | 4                    | 38                   |                      |                      |
| Totaux LNH | Totaux LNH             | Totaux LNH | 1 407 | 323              | 697              | 1 020            | 3 565            | 186              | 42 | 76                   | 118                  | 727                  |                      |                      |